# John Campbell-Jones
Michael John Campbell-Jones (Leatherhead (Surrey), 21 januari 1930 – Camden (Londen), 24 maart 2020) was een Brits Formule 1-coureur.

## Loopbaan
Campbell-Jones reed twee Grands Prix Formule 1: de Grand Prix Formule 1 van België 1962 (team Emeryson Cars) en de Grand Prix Formule 1 van Groot-Brittannië 1963 (Lola).